# 밀리 아비탈
밀리 아비탈(Mili Avital, 1972년 3월 30일 ~ )은 이스라엘의 배우이다.

## 출연 작품
- 누들 (2007)
- 웬 두 위 잇 (2005)
- 휴먼 스테인 (2003)
- 폭풍 탈출 (2001)
- 업라이징 (2001)
- 나쁜 종자 (2000, Preston Tylk)
- 애니멀스(영어판) (1998)
- 프라이버시 (1996)
- 데드 맨 (1995)
- 스타게이트 (1994)

### 텔레비전
- 성범죄수사대: SVU (1999, 2012, 2015)
- Arabian Nights (2000)
- 대미지 (2009-10)
- 뉴욕 특수수사대 (2010)
- 666 파크 애비뉴 (2012)